# Ashur-uballit I
Ashur-uballit I o Aššur-uballit I (1365 a. C.-1330 a. C.) fue rey del Imperio Asirio. Su reinado marca el inicio de la recuperación de Asiria que llevaría al establecimiento de un imperio (el Imperio Asirio Medio) tras cuatro siglos de oscuridad.
Bajo el reinado de Aššur-uballit I, Asiria se sacude de encima definitivamente el dominio que Mitani había ejercido sobre la región. El ataque del rey hitita Suppiluliuma I a Mitanni provocó la caída de este reino y un cambio en las relaciones de poder en la región que permitió el ascenso de Asiria a potencia regional.
Ashur-uballit I así lo entiende y asume el título de «Gran Rey», nunca antes usado por sus antecesores, sin que los reyes de las otras potencias lo reconocieran como a un igual, hasta que el poderío militar de Asiria se impuso. Entró en relaciones con Amenhotep IV rey de Egipto y casó a una de sus hijas con el hijo del rey de Babilonia, Karakhardash, del cual tuvo un hijo, Kadashman-Harbe I, destinado a heredar el trono de Babilonia, pero que fue asesinado al poco de heredarlo. En respuesta Ashur-uballit I atacó Babilonia e impuso en el trono a su bisnieto Kurigalzu II cuando aún era un niño, con lo que consiguió tener a Babilonia bajo control. Por el oeste, Asiria lucha por rellenar el vacío de poder dejado en la cuenca del Khabur por Mitanni, ocupando ciudades como Nínive.